# Tereszpol-Zaorenda (gromada)
Tereszpol-Zaorenda (lub Tereszpol Zaorenda) – dawna gromada, czyli najmniejsza jednostka podziału terytorialnego Polskiej Rzeczypospolitej Ludowej w latach 1954–1972.
Gromady, z gromadzkimi radami narodowymi (GRN) jako organami władzy najniższego stopnia na wsi, funkcjonowały od reformy reorganizującej administrację wiejską przeprowadzonej jesienią 1954 do momentu ich zniesienia z dniem 1 stycznia 1973, tym samym wypierając organizację gminną w latach 1954–1972.
Gromadę Tereszpol-Zaorenda z siedzibą GRN w Tereszpolu-Zaorendzie utworzono – jako jedną z 8759 gromad na obszarze Polski – w powiecie zamojskim w woj. lubelskim na mocy uchwały nr 18 WRN w Lublinie z dnia 5 października 1954. W skład jednostki weszły obszary dotychczasowych gromad Lipowiec i Tereszpol-Zaorenda oraz miejscowości Bukownica Wapniarka i Bukownica wieś z dotychczasowej gromady Bukownica ze zniesionej gminy Tereszpol w tymże powiecie.
1 stycznia 1955 gromadę włączono do powiatu biłgorajskiego w tymże województwie, gdzie ustalono dla niej 20 członków gromadzkiej rady narodowej.
1 stycznia 1958 do gromady Tereszpol Zaorenda włączono obszar zniesionej gromady Tereszpol-Kukiełki w tymże powiecie.
1 stycznia 1962 do gromady Tereszpol-Zaorenda włączono wieś i osadę leśną Hedwiżyn ze zniesionej gromady Hedwiżyn w tymże powiecie.
Gromada przetrwała do końca 1972 roku, czyli do kolejnej reformy gminnej. 1 stycznia 1973 – tym razem w powiecie biłgorajskim – reaktywowano zniesioną w 1954 roku gminę Tereszpol, z siedzibą gminy w Tereszpolu-Zaorendzie.